# Volnay (Sarthe)
Volnay s een plaats en voormalige gemeente in het Franse departement Sarthe in de regio Pays de la Loire en telt 743 inwoners (2005). De plaats maakt deel uit van het arrondissement Mamers.

## Geschiedenis
Volnay is op 1 januari 2025 gefuseerd met de gemeente Saint-Mars-de-Locquenay tot de gemeente Val-de-la-Hune, waarvan Volnay de hoofdplaats werd.

## Geografie
De oppervlakte van Volnay bedraagt 19,6 km², de bevolkingsdichtheid is 37,9 inwoners per km².

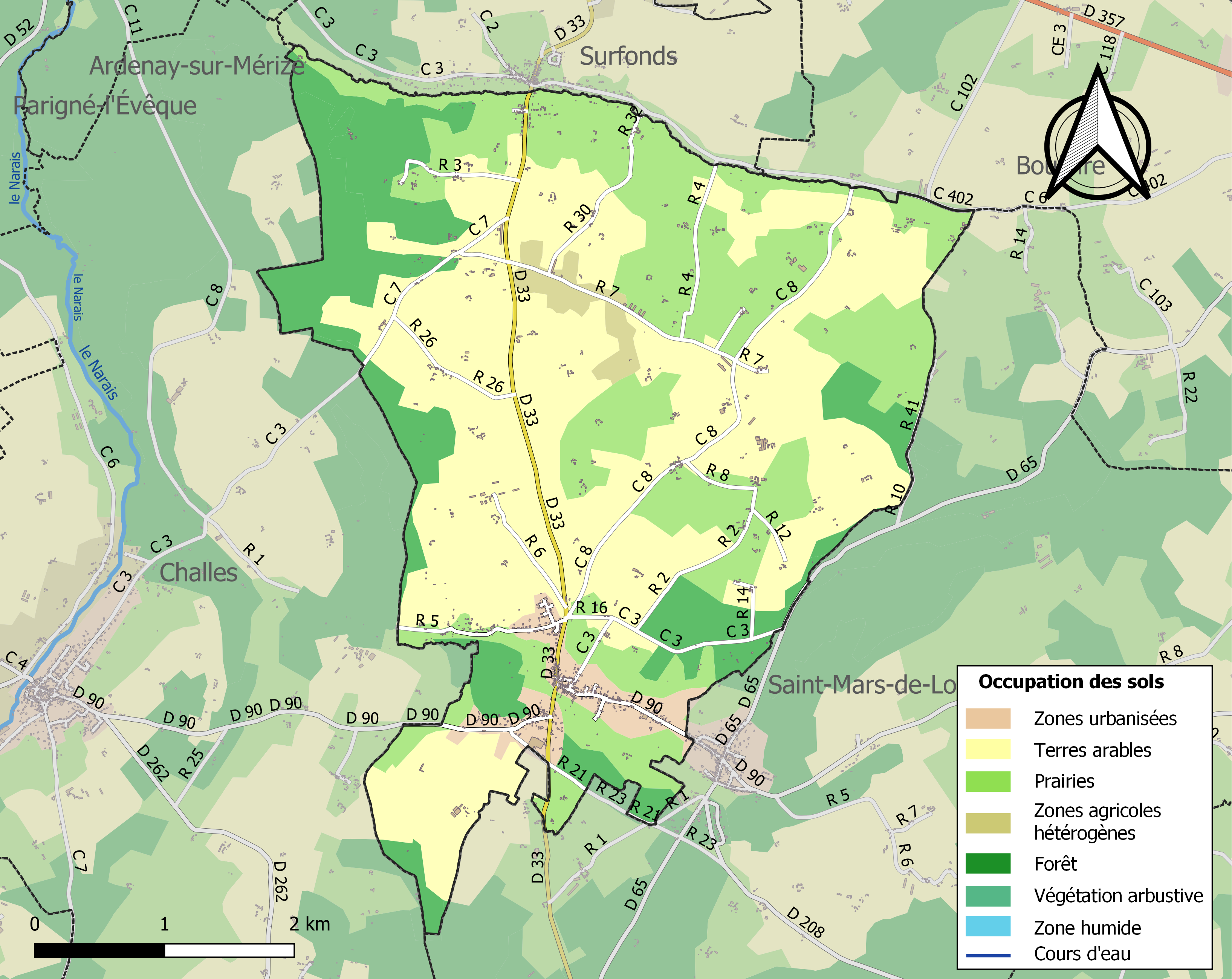
Kaart van de belangrijkste infrastructuur, bodemgebruik en omliggende gemeenten

## Demografie
Onderstaande figuur toont het verloop van het inwonertal.

## Foto's

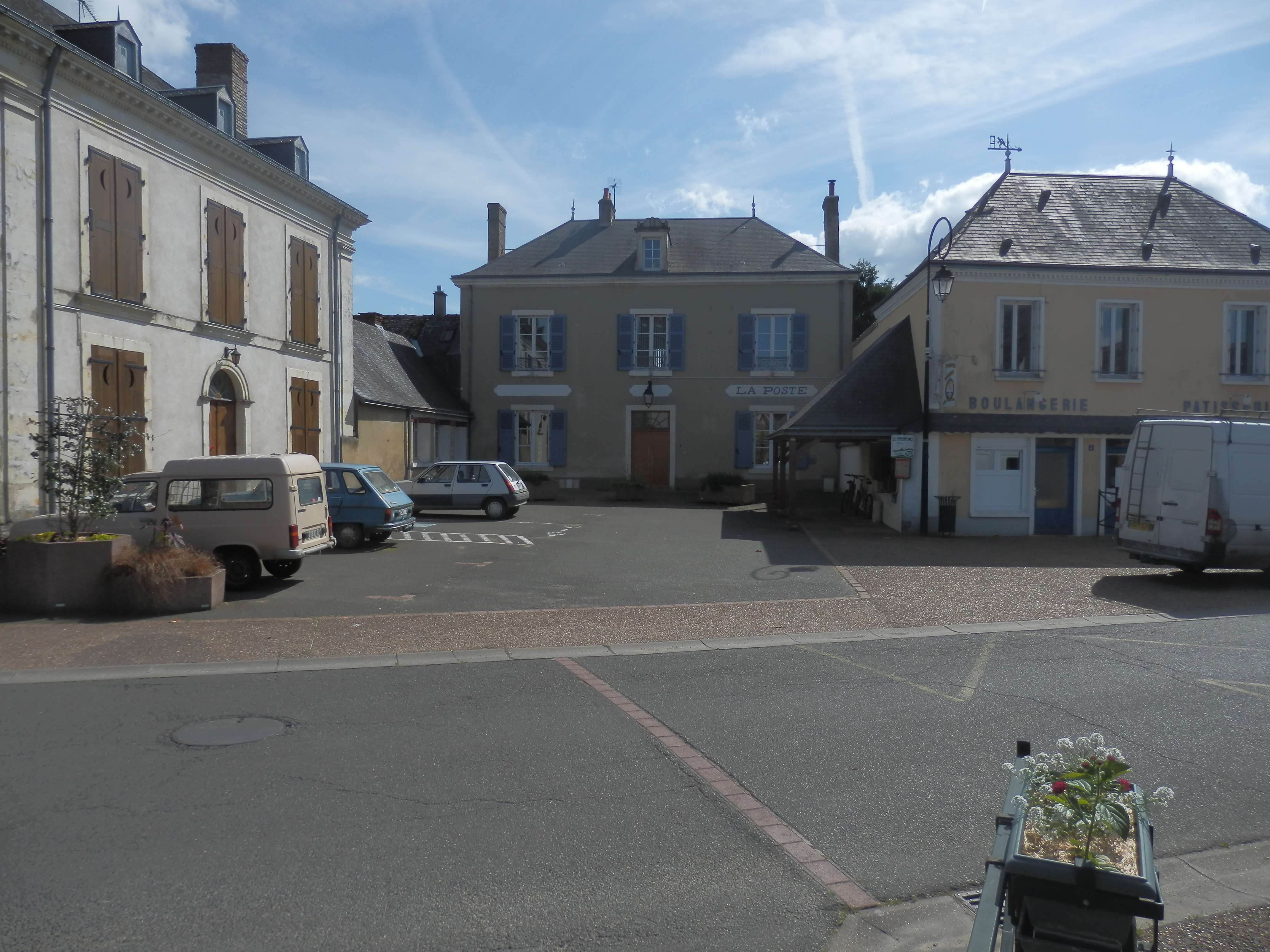
Voormalig postkantoor
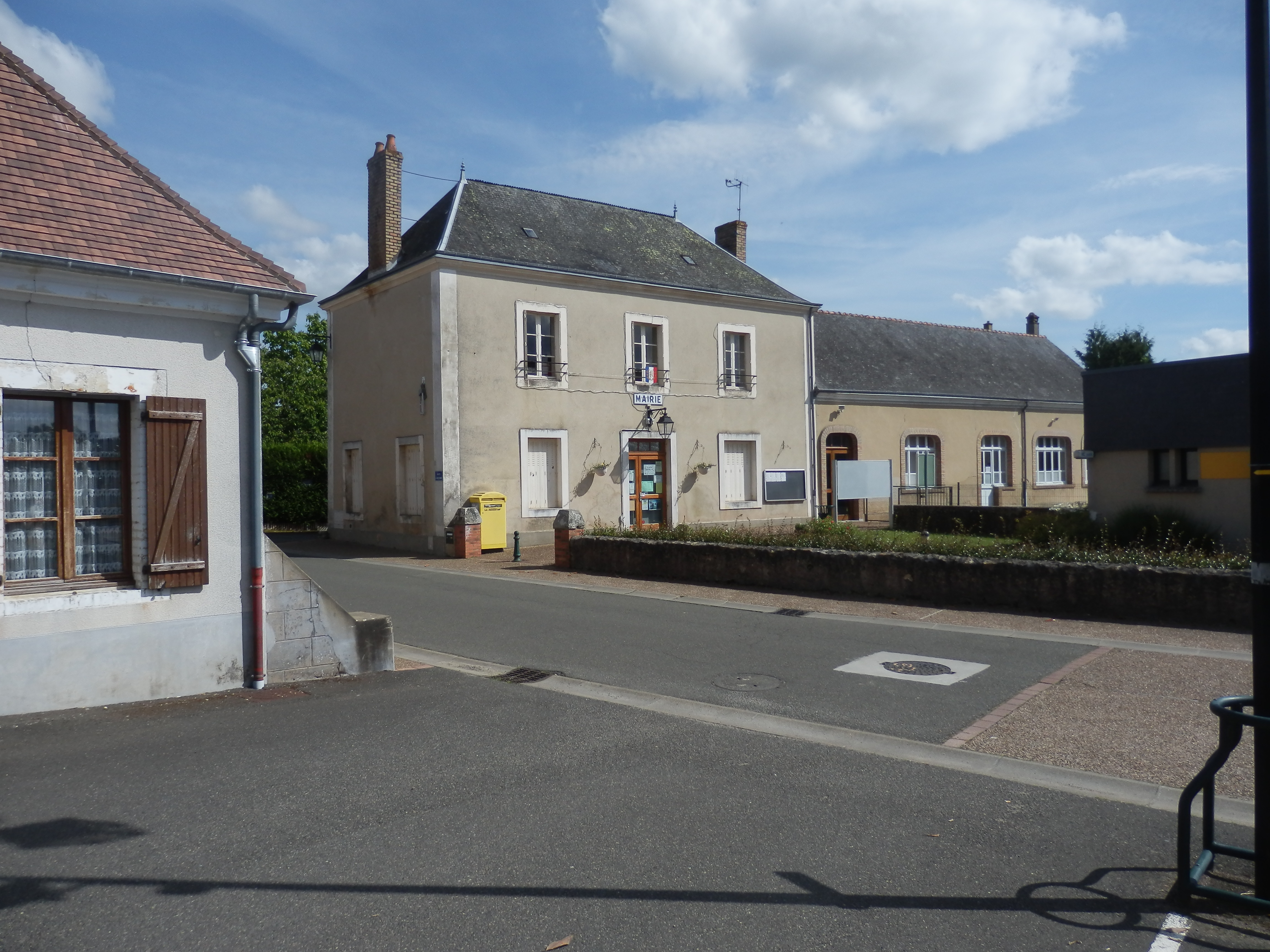
Gemeentehuis van Val-de-la-Hune